# Aciua, Satu Mare
Aciua (în maghiară Balotafalu) este un sat în comuna Pomi din județul Satu Mare, Transilvania, România.
 Acest articol despre o localitate din județul Satu Mare este deocamdată un ciot. Puteți ajuta Wikipedia prin completarea lui.